# Brobergen
Brobergen (Plattysk Brobargen) er en landsby med 226 indbyggere (31. december 2003) og en areal af 6,06 kvkm i den tyske delstat Nedersaksen. Det er del af Kranenburg Kommune i den Landkreis Stade.
Landsbyen er skriftligt bevidnet i 1286 under navnet Brocberge.
53°35′48″N 9°11′16″Ø / 53.59667°N 9.18778°Ø